# هيولى (علم الكون)
الهَيُولَى أو إيلم أو آيْلِم أو هَيُولَى العناصر أو هَيُولَى النواة أو البلازما الأصلية أو المادة الأصلية أو البُدَاءَة (بالإنجليزية: Ylem)‏ هي مادة أصلية افتراضية أو حالة مكثفة للمادة، والتي أصبحت جسيمات وعناصر دون ذرية كما هي مفهومة اليوم. هذا المصطلح استخدمه جورج غاموف وطالِبه رالف ألفر ورفاقهما في أواخر أربعينيات القرن العشرين، بعد أن أعادوه من اللغة الإنجليزية الوسطى بعد أن وجده ألفر في قاموس ويبستر الثاني، حيث عُرِّفت على أنها "المادة الأولى التي من المفترض أن تكونت العناصر منها".
في الفهم الحديث، "الهيولى" (Ylem) كما وصفها غاموف هي البلازما البُدائية، التي تشكلت خلال نشوء الباريونات، والتي خضعت للتخليق النووي بعد الانفجار العظيم وكانت معتمة للإشعاع. إعادة اتحاد البلازما المشحونة إلى ذرات محايدة جعلت الكون شفافًا عند عمر 380.000 سنة، ولا يزال الإشعاع المنبعث يمكن رصده على شكل إشعاع الأمواج الصغرية للخلفية الكونية.

## التاريخ
الكلمة العربية "هَيُولَى" متطابقة صوتيًا ودلاليًا مع الإغريقية ὕλη (نقحرة: هُولِي) التي تعني "شيء" أو "مادة" وتعني حرفيًا "خشب" أو "مادة خام"، وهي مرتبطة بالسريانية "ܗܝܘܠܐ" (هِيُولَا) و"ܗܘܠܐ" (هُولا) و"ܗܝܠܐ" (هِيلَا) التي تعني "مادة" أو "خشب"، ومرتبطةً أيضًا بالعبرية "היולי" (هَيُولِي) التي تعني أيضًا "مادة"، وهي شقيقة الكلمتين الإنجليزيتين Ylem وHyle. تعني الهيولى عند القدماء: «مادةٌ ليس لها شكل ولا صورة معيّنة، قابلةٌ للتشكيل والتصوير في شتَّى الصور، وهي التي صنع الله تعالى منها أَجزاءَ العالم الماديّة».
إن الهيولى هو ما افتَرض به غاموف وآخرون بوجوده مباشرة بعد الانفجار العظيم. داخل الهيولى، كان من المفترض أن يحتوي على عدد كبير من الفوتونات عالية الطاقة. أما ألفر وروبرت هيرمان، فقد توصلا إلى تنبؤ علمي في عام 1948 بأنه لا يزال يتعين علينا أن نكون قادرين على مراقبة هذه الفوتونات المنزاحة إلى الأحمر اليوم باعتبارها إشعاع الأمواج الصغرية للخلفية الكونية (CMBR) المحيط الذي ينتشر في كل الفضاء بدرجة حرارة تبلغ نحو 5 كلفن (عندما كُشف فعليًا هذا الإشعاع أول مرة في عام 1965، ووجد أن درجة حرارته كانت 3 كلفن). ومن الأقاويل عنه الآن بأن إشعاع الأمواج الصغرية للخلفية الكونية نشأ عند الانتقال من الهيدروجين المتأين في الغالب إلى الهيدروجين غير المتأين بعد نحو 400000 سنة من الانفجار العظيم.